# Audrey de Montigny
 (janvier 2025).
Si vous disposez d'ouvrages ou d'articles de référence ou si vous connaissez des sites web de qualité traitant du thème abordé ici, merci de compléter l'article en donnant les références utiles à sa vérifiabilité et en les liant à la section « Notes et références ».
Audrey de Montigny, née le 26 juillet 1985 à Sainte-Julienne au Québec (Canada), est une chanteuse québécoise.

## Canadian Idol
Elle fut remarquée pour la première fois en 2003 par les juges de Canadian Idol. Peu de temps après le casting, Audrey de Montigny a su qu'elle allait amorcer la compétition au sein de cette télé-réalité anglophone. Étant francophone, Audrey avait peu de connaissances de la langue anglaise et elle a été victime de quelques propos francophobes de la part des Canadiens anglais[réf. nécessaire]. Malgré tout, elle a persévéré et elle a terminé à la quatrième position.
À la suite du tourbillon médiatique de Canadian Idol, elle décida de lancer un premier single, Même les anges. Cette chanson a été numéro deux de la Charte des chansons les plus populaires au Canada durant la semaine qui a suivi sa sortie et il a maintenu une position au sein de la Charte pendant 28 semaines. Au Québec, le single est resté accroché à la première place pendant 11 semaines. Selon la station de radio montréalaise, CKOI-FM, Même les anges a été la quatrième chanson la plus appréciée par le public québécois en 2004.
Audrey a depuis décidé de mettre un terme à sa carrière de chant afin de se consacrer à sa carrière d'agente immobilière. Dans le cadre de ses fonctions, elle a participé à l'émission Bye Bye Maison diffusée sur la chaîne Canal Vie, pour l'épisode "maison trop petite à La Prairie".

## Audrey
En avril 2004, son premier album, Audrey, fut lancé par BMG Canada et Vik Recordings. L'album était composé de chansons francophones et anglophones pour rejoindre le plus possible ses fans à travers le Canada. C'est ainsi que son deuxième single, « Dis-moi pourquoi » a fait fureur au Québec en étant top 10. Elle a vendu 31 000 albums. Son album a également été nommé au Prix Juno en tant que Meilleur album francophone de l'année.
En 2006, deux artistes français reprennent chacun une chanson de cet album. Saya reprend « Même les anges » sous le titre « Je pense à toi » et Vincent Niclo reprend « Dis-moi pourquoi » (dans l'album Un nom sur mon visage).
Aujourd'hui courtière immobilier pour ReMax sur la rive sud de Montréal.

## Si L'amour Existe - Take Me As I Am
Le 26 septembre 2006, L'album « Si L'amour Existe » est sorti sur le marché. L'année après, l'album « Take Me As I Am » qui d'ailleurs contient certaines pièces de « Si L'amour Existe » traduites en anglais eut une sortie plus internationale pour se rendre jusqu'en Corée du Sud où Sony/BMG a lancé un single avec Steve Barakatt ou il s'est retrouvé en première position.
Audrey a aussi interprété Pire que l'amour en duo avec Dick Rivers, titre présent sur l'album 'Country' du rockeur français (2008).